# Rosa kokanica
Espèce
Rosa kokanica est une espèce de plantes à fleurs de la famille des Rosaceae. C'est un rosier classé dans la section des Pimpinellifoliae, originaire des montagnes de l'Asie orientale, entre 1500 et 2500 mètres d'altitude de l'Iran à la Mongolie en passant par l'Afghanistan, le Kazakhstan et la Chine (Xinjiang).
Synonymes :
- Rosa platyacantha var. kokanica Regel,
- Rosa platyacantha var. variabilis Regel,
- Rosa xanthina var. kokanica (Regel) Boulenger.

## Description
C'est un petit arbuste de 1,5 à 2 mètres de haut, aux tiges étalées, densément couvertes d'aiguillons droits.
Les feuilles ont de 5 à 8 cm de long et comptent de 5 à 7 folioles elliptiques au bords doublement serrés.
Les fleurs simples, de couleur blanche ou jaune pâle, d'un diamètre de 2,5 à 4 cm de diamètre, sont solitaires et donnent des fruits brun foncé ou pourpre foncé, globuleux, de 1 cm  de diamètre.